# Anne Jean Pascal Chrysostome Duc-Lachapelle
Anne Jean Pascal Chrysostome Duc de Lachapelle est un astronome français, né à Montauban le 27 janvier 1765 dans une maison qui se trouvait à l'entrée du faubourg du Moustier. Il est mort dans la même ville le 8 octobre 1814.

## Biographie
Il appartient à une ancienne famille montalbanaise. Elle avait ajouté Lachapelle au nom de Duc au XVIIe siècle pour se distinguer des autres familles Duc.
Son père était conseiller du roi à Montauban et receveur des finances de l'élection.
Très jeune il s'est intéressé à la science et se rendit à Paris en 1788 où il a été l'élève de de Lalande au collège de France. Au commencement de la Révolution, il se retira à Montauban où il fit installer un bon observatoire. Il contribua par ses observations à la Connaissance des temps, et correspondit avec Lalande et Flaugergues.
Il est élu membre associé non résidant de la 1re Classe de l'Institut national dans la section d’astronomie, le 9 ventôse an IV (28 février 1796),. Il est par la suite nommé membre de l'Institut formé en Hollande.
En compagnie des autres scientifiques montalbanais, dont son ami Bénédict Prévost, il rétablit l'ancienne Académie de Montauban sous le nom de Société des sciences et belles-lettres. Il en fut le premier directeur.
Il est maire de Montauban en 1811.
Par la suite il classa les nombreuses observations astronomiques qu'il avait faites.

### Publications
- Mémoire sur la distance solsticiale du soleil au zénith dans le tropique du Cancer en 1796-1797, et sur la diminution séculaire de l'obliquité de l'écliptique, Recueils de l'Institut - Section des sciences physiques et mathématiques, tome IV, 1803
- Observations du solstice d'été de l'An IX, faite à Montauban avec le sextant de l'abbé Lacaille, Recueils de l'Institut - Section des sciences physiques et mathématiques, tome IV, 1803 Texte
- Mémoire sur l'appulse de la Lune et de la planète Mars le 12 thermidor An VI, Recueils de l'Institut - Section des sciences physiques et mathématiques, tome V, 1804
- Mémoire sur un mouvement diurne régulier, observé dans l'atmosphère par le moyen du baromètre, p. 104, Société philomathique de Paris, Bulletin des sciences, Tome premier, Paris, de juillet 1791 à ventôse an VII
- Métrologie française, ou Traité du système métrique décimal, à l'usage du département du Lot, Montauban, 1807, Montauban et Toulouse, 1808